# سامی بروکس (بازیکن فوتبال)
سامی بروکس (انگلیسی: Sammy Brooks; ۲۸ مارس ۱۸۹۰ – ۱۳ ژانویهٔ ۱۹۶۰) بازیکن فوتبال اهل بریتانیا بود.
از باشگاه‌هایی که در آن بازی کرده‌است می‌توان به باشگاه فوتبال ولورهمپتون واندررز، باشگاه فوتبال تاتنهام هاتسپر، باشگاه فوتبال ساوتند یونایتد، و باشگاه فوتبال پورت ویل اشاره کرد.